# 淤头镇
淤头镇是中华人民共和国浙江省衢州市江山市一个已撤销的镇，2011年，浙江省人民政府批复同意撤销淤头镇建制，其行政区域并入贺村镇，距城江山市区20公里。

## 概述
东接清湖镇、石门镇、南连凤林镇，西邻新塘边镇，北靠贺村镇。江山港自南往北从镇中部流经全境，205国道由北向南穿镇而过。礼贤村系原礼贤乡政府所在地村，1992年乡镇撤扩并后，归属淤头镇管辖。2011年，淤头镇并入贺村镇。

## 行政区划
淤头镇下辖16个行政村：淤头村、石后村、新建村、光辉村、棠坂村、达埂村、市上村、淤前村、通贤村、高路村、万青山村、山塘村、华塔村、乌鹰垄村、永兴坞村、陈塘村。